# Georg Christian von Lobkowitz
Johann Georg Christian, Príncipe de Lobkowitz (en checo: Jan Jiří Christian z Lobkovic; 10 de agosto de 1686 en Praga - 4 de octubre de 1755 en Viena), fue un Generalfeldmarschall (mariscal de campo) austríaco. Era miembro de la antigua familia noble bohemia de Lobkowicz, de cuya familia fundó una rama cadete, la línea de Hořín-Mělník.

## Biografía
Era el hijo de Ferdinand August Leopold, 3.º Príncipe de Lobkowicz y Duque de Sagan (1655-1715) y de su segunda esposa, Marie Anna Wilhelmine von Baden-Baden y Hochberg. En su edad adulta luchó a las órdenes del Príncipe Eugenio de Saboya contra los franceses en la Guerra de Sucesión Española y después contra los turcos durante la Guerra austro-turca de 1716-1718. Sucedió a Piccolomini tras su muerte en Prishtina, Kosovo, pero Johann aumentó los impuestos y fracasó en mantener buenas relaciones así que las fuerzas albanesas y serbias se unieron a los otomanos.
Desde 1717 comandó su propio regimiento de coraceros. En 1732 se convirtió en Gobernador de Sicilia (la isla fue por un breve periodo de tiempo parte del reino Habsburgo). El 28 de noviembre de 1739 fue nombrado caballero de la Orden del Toisón de Oro. En 1741 alcanzó el rango de mariscal de campo.
Durante la Guerra de Sucesión Austríaca, luchó con éxito contra los franceses (bajo el mando del Maréchal de Belle-Isle) y los bávaros entre Praga y Múnich; a través de las acciones de sus tropas logró encerrar y sitiar a los hombres de Belle-Isle en Praga. Posteriormente, fue designado Gobernador del Ducado de Milán (1743-45). Subsiguientemente, se convirtió en el comandante en jefe de las fuerzas de los Habsburgo en Italia, donde perdió la batalla de Velletri (1744) contra el ejército del rey Carlos III de España.
En 1745 el compositor Christoph Willibald Gluck aceptó una invitación para convertirse en compositor en el Teatro del Rey en Londres, viajando a Inglaterra posiblemente en la compañía de Georg Christian, pero más probablemente con su primo más joven, Ferdinand Philipp, 6.º Príncipe Lobkowitz.

## Familia
Johann Georg Christian contrajo matrimonio con la Condesa Henriette von Waldstein-Wartenburg (1702-1780) en Praga el 11 de marzo de 1717. Tuvieron 10 hijos. Dos de sus hijos murieron en batalla; dos otros hijos,  Joseph Maria Karl (1724-1802) y August Joseph Anton (1729-1803), sirvieron en el ejército y cuerpo diplomático austriacos y se convirtieron en caballeros de la Orden del Toisón de Oro y uno, Ferdinand-Maria, Príncipe de Lobkowicz (1726-1795), se convirtió en obispo de Gante.